# 段忠
段忠（？—1284年）亦称信苴忠，是段興智、段實之弟（一作段实子），蒙古轄下的第三位大理總管。
至元十九年（1282年），段实命出迎征缅军，在金齿（今保山）去世，段忠在段實死後繼位為大理總管，奉诏任大理宣慰使兼军民万户府，随元帅阔木伐西林，破会川（今会理），並於通鄯阐（今昆明）之役建功。平休林、武定、缅甸之役都有立功。在位僅一年，於1284年（至元二十年十二月）卒，後以段实子段庆（有一說為段忠之子）继任大理總管。一说在元成宗大德三年（1299年）去世。